# 洪華蓮
洪華蓮（1998年3月20日—），或譯洪華妍，韓國女演員。飾演SBS《寶物島》呂誾男一角開始為人所知。

## 經歷
家中成員有父母、智力障礙的哥哥以及擔任教師的姑姑。跆拳道黑帶四段。小學時在水原市度過，曾為樂樂棒球隊隊員。高中時在京畿外國語高中就讀，曾參加教育志工社團。受到智力障礙的哥哥及擔任教師的姑姑影響，對教育方面關心並且感興趣，2017年進入建國大學教育工學系就讀，夢想成為學校教職員。在校內擔任學生大使以及工讀生（근로학생），也曾在中學擔任社會科實習老師。COVID-19疫情期間（2020年）收到BH娛樂工作人員透過Instagram發送的新人演員試鏡邀請，透過表演影片參加第一輪和第二輪試鏡，之後親自見面進行第三輪和第四輪試鏡。因為擔心父母反對，所以試鏡時並未告訴他們，最後一次試鏡前才告知，結果父母爽快地說「想做就去做吧。」2021年1月15日，BH娛樂公布2020年新人演員試鏡錄取名單。此次試鏡超過2100位參與者，最終錄取者僅3人，洪華蓮便是其中之一，約是700：1的競爭率。因此進入公司成為演員練習生，開始認真思考演戲並全心投入，感受到讀書時期沒有過的野心與慾望。2022年2月從建國大學畢業。同年8月正式與BH娛樂簽約，開始以演員身分活動。
2020年出演Sugarball〈降低期待〉MV。
2022年8月12日出演的JUNNY〈Not about You〉MV公開。9月透過tvN《精神教練諸葛吉》正式出道。
2023年2月韓國麥當勞廣告影片播出。4月出演ENA《寶拉！黛博拉》。9月完成首次主演的TVING《競選夥伴》拍攝。10月與該劇主演們一同出席第28屆釜山國際電影節。
2024年2月出席第26屆韓國藝術綜合學校電影系畢業電影節，7月出席第28屆富川國際奇幻電影節，主演的短篇電影《壞血》在此兩個電影節放映。
2024年春天接到SBS金土劇《寶物島》女主角呂誾男一角的確定出演通知。此角色洪華蓮經歷四輪試鏡，耗時兩個月，以超過100：1的競爭率拿下，於夏天開始拍攝，隔年2月殺青。2025年2月21日《寶物島》製作發表會上導演陳昌奎說明選角原因：「說是100：1但其實更多。洪華蓮演員外表散發出的氛圍與我們電視劇那種悲劇、深沉的感覺很相符。華蓮到目前為止已經在一兩部作品中露面，但其實我不知道這個演員。但在試鏡時試了一場戲，以完全不同的方式消化的太好了，我記得在演技方面給了很高的分數。」
《寶物島》拍攝期間同時參加ENA《你的味道》試鏡及大部分在全州的拍攝，飾演明星主廚張英惠。2025年5月4日、5日與該劇劇組一同出席第26屆全州國際電影節。

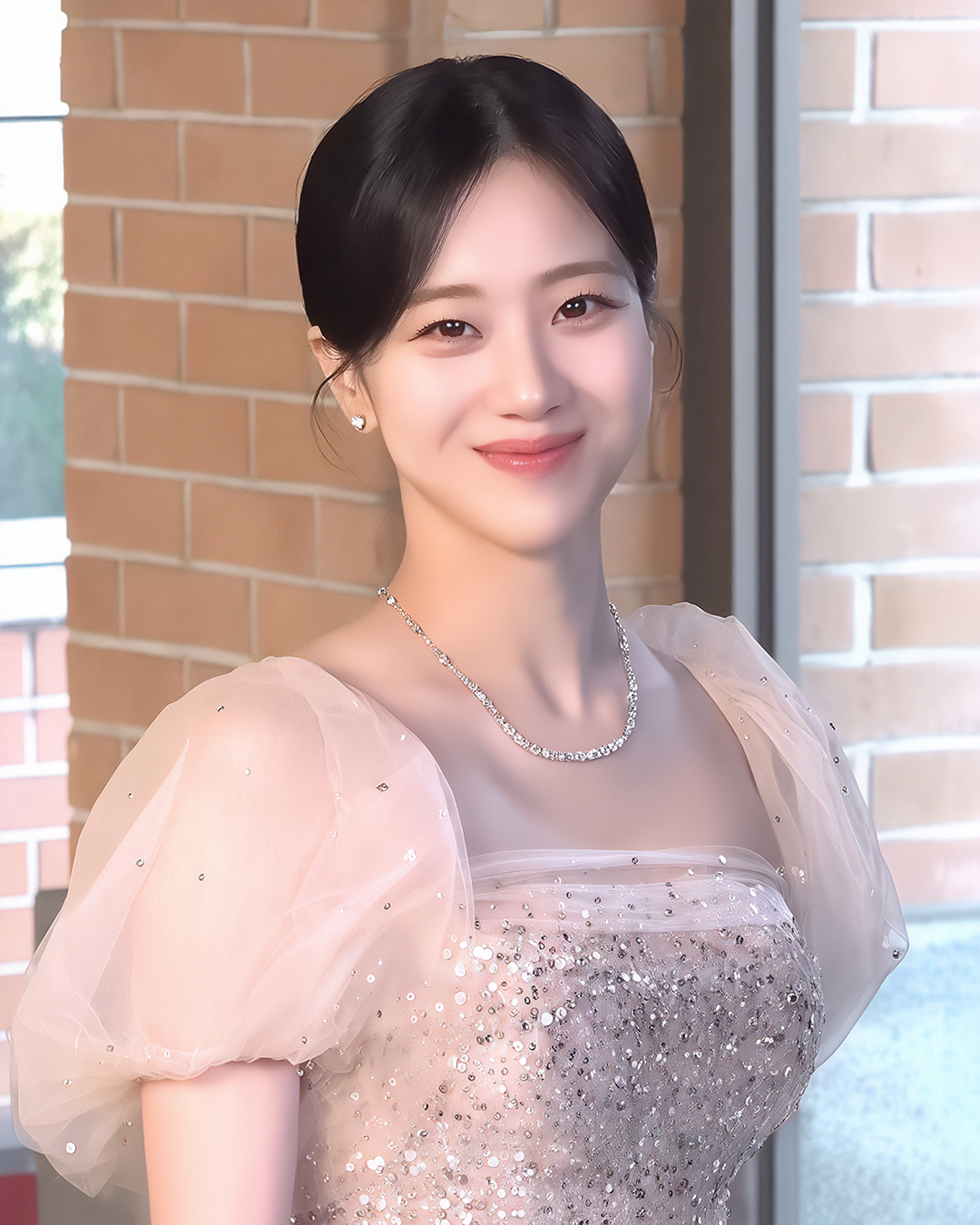
2025年於《寶物島》拍攝現場

## 影視作品

### 劇集
| 年份   | 播放平台 | 劇名               | 角色   | 備註   |
| 2022   | tvN      | 《精神教練諸葛吉》 | 金武英 | [ 13 ] |
| 2022   | KOK TV   | 《只有你，狗》     | 玄瑟琪 | [ 18 ] |
| 2023   | ENA      | 《寶拉！黛博拉》   | 房遇莉 | [ 19 ] |
| 2025   | SBS      | 《寶物島》         | 呂誾男 | 主演   |
| 2025   | ENA      | 《你的味道》       | 張英惠 | [ 21 ] |
| 2025   | TVING    | 《競選夥伴》       | 尹靜曦 | 主演   |
| 2025   | Netflix  | 《認罪之罪》       |        | [ 21 ] |
| 2026年 | tvN      | 《隱袐的監察》     | 朴雅靜 | [ 23 ] |

### 短篇電影
| 年份 | 片名     | 角色 | 備註                                                            |
| 2024 | 《壞血》 | 朱雅 | 第26屆韓國藝術綜合學校電影系畢業電影節 第28屆富川國際奇幻電影節 |

### 音樂錄影帶
| 年份 | 歌手      | 曲目              | 備註   |
| 2020 | Sugarbowl | 〈降低期待〉      |        |
| 2022 | JUNNY     | 〈Not About You〉 | [ 26 ] |

## 外部連結
- 洪華蓮的Instagram帳戶
- 洪華蓮在NAVER上的资料
- 洪華蓮在Daum上的资料
- 洪華蓮在互联网电影资料库（IMDb）上的資料（英文）
- 洪華蓮在HanCinema的頁面（英文）